# Immunopatologia
Immunopatologia – dział nauk biomedycznych zajmujący się nieprawidłowościami w zakresie odporności organizmów na działanie czynników chorobotwórczych oraz substancji obcych (np. alergia, odrzucanie przeszczepu).